# Nautjnyj
Nautjnyj (ukrainska: Научний; ryska: Научный) är en by på Krim, som ligger i Krimbergen, 10 kilometer öster om staden Bachtjysaraj och 32 kilometer söder om Simferopol och tillhör administrativt staden Bachtjysaraj. Byn byggdes 1946 vid Krims astrofysiska observatorium, här finns också Margo-observatoriet.